# Архиепархия Прешова
Архиепархия Прешова (лат. Archieparchia Presoviensis, словац. Prešovská archieparchia) — архиепархия Словацкой грекокатолической церкви c центром в городе Прешов, Словакия. В митрополию Прешова входят епархии Братиславы, Кошице. Кафедральным собором архиепархии Прешова является собор святого Иоанна Крестителя.

## История
Епархия Прешова была учреждена 3 ноября 1815 года императором Францем I, основываясь на патронатном праве.
22 сентября 1818 года Святой Престол учредил епархию Прешова, выделив её из епархии Мукачева. В этот же день епархия Прешова вошла в латинскую митрополию Эстергома. Епархия Прешова стала центром словацких русинов и её образование стало основой будущей автономной Словацкой грекокатолической церкви.
8 июня 1912 года от епархии Прешова отделились венгероязычные приходы, образовав епархию Хайдудорога, что стало результатом борьбы венгерских греко-католиков за создание обособленной греко-католической церкви с венгерским богослужением. Новой епархии были переданы несколько десятков приходов Прешовской епархии с преимущественно венгерским населением.
2 сентября 1937 года Папа Римский Пий XI выпустил буллу «Ad ecclesiastici», которой подчинил епархию Прешова непосредственно Святому Престолу.
Во время правления коммунистических властей в Словакии грекокатолическая церковь в стране жестоко преследовалась. Деятельность Словацкой грекокатолической церкви была запрещена, а её приходы и имущество были переданы Православной церкви Московского Патриархата. Епископ Павел Петер Гойдич был арестован и умер в заключении.
13 июля 1968 года во ходе Пражской вестны правительство разрешило восстановить Греко-католическую церковь. В этом же году из 246 православных приходов в греко-католичество перешли 204 приходов, а также 69 священников. В это же время группа словацких греко-католических верующих добилась от Ватикана назначения ординарием епархии словака Яна Гирку, прежде епархию возглавляли практически исключительно русины. Также началась кампания за словакизацию Греко-католической церкви и обряда, перевод богослужения на словацкий язык (прежде богослужение велось на церковно-славянском языке). Результатом этого стало то, что многие русины не стали переходить в Греко-католическую церковь и остались в православии.
18 января 1996 года и 27 января 1997 года епархия Прешова передала часть своей территории для возведения новых грекокатолических структур апостольского экзархата Чешской Республики и апостольского экзархата Кошице (сегодня — епархия Кошице).
30 января 2008 года Папа Римский Бенедикт XVI выделил из епархии Прешова новую епархию Братиславы, одновременно возведя прешовскую епархию в ранг архиепархии.
25 апреля 2022 года Папа Римский Франциск принял отставку Архиепископа-митрополита Прешовского Яна Бабьяка.

## Ординарии архиепархии

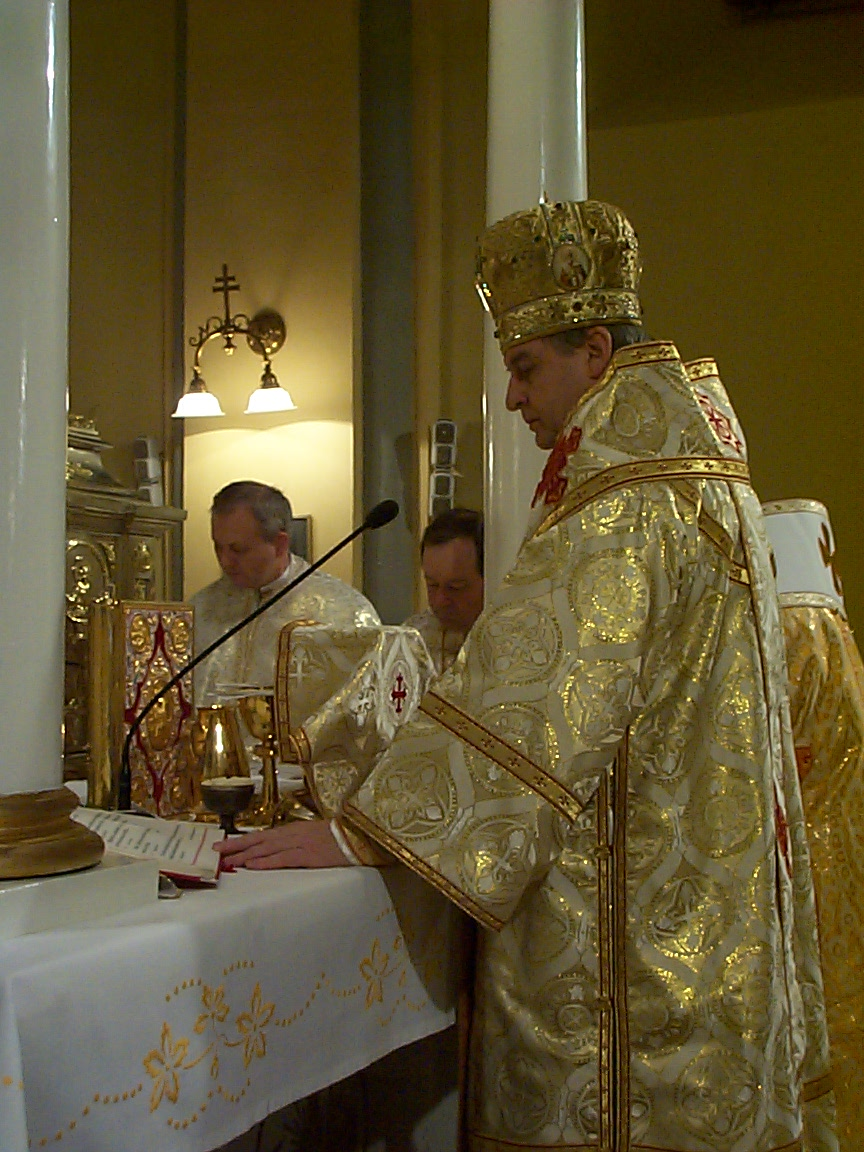
Архиепископ Ян Бабьяк

- епископ Григорий Таркович (26.09.1818 — 16.01.1841);
- епископ Иосиф Гаганец (2.08.1842 — 22.12.1875);
- епископ Микулаш Тот (3.04.1876 — 21.05.1882);
- епископ Ян Вальи (11.10.1882 — 19.11.1911);
- епископ Штефан Новак (1913 — 1.10.1918);
  - Sede vacante (1918—1926)
- епископ Павел Петер Гойдич (14.09.1926 — 17.07.1960);
  - Sede vacante (1960—1969)
- епископ Ян Гирка (2 апреля 1969 — 11 декабря 2002)
- епископ Ян Бабьяк (11 декабря 2002 — 25 апреля 2022).

## Источник
- Annuario Pontificio, Libreria Editrice Vaticana, Città del Vaticano, 2003, ISBN 88-209-7422-3
- Булла Ad ecclesiastici, AAS 29 (1937), стр. 366  Архивная копия от 14 июня 2010 на Wayback Machine  (лат.)